# Landkreis Bad Doberan
Der Landkreis Bad Doberan war ein Landkreis in Mecklenburg-Vorpommern, der im Zuge der Kreisgebietsreform 2011 mit dem Landkreis Güstrow zum Landkreis Rostock zusammengelegt wurde.

## Geografie
Der Landkreis Bad Doberan lag im Nordwesten des Bundeslandes Mecklenburg-Vorpommern. Er grenzte im Norden an die Ostsee. Nachbarkreise waren im Osten der Landkreis Nordvorpommern, im Süden der Landkreis Güstrow und im Westen der Landkreis Nordwestmecklenburg. Die kreisfreie Stadt Rostock ragte von Norden in das nordöstliche Kreisgebiet.
Das Gebiet des ehemaligen Kreises ist durch Grund- und Endmoränen geprägt. Im Westen ragt die Halbinsel Wustrow in die Ostsee und umschließt mit dem Festland das Salzhaff. Östlich davon liegt der Höhenzug der Kühlung. Nördlich der Stadt Bad Doberan bietet der Conventer See jedes Frühjahr und jeden Herbst zahlreichen Zugvögeln eine willkommene Rastmöglichkeit.
Den Süden des ehemaligen Landkreises durchfließt die Warnow.

## Geschichte
Der Landkreis Bad Doberan entstand am 12. Juli 1994 aus der Fusion der aufgelösten Kreise Bad Doberan und Rostock-Land sowie dem Amt Schwaan aus dem aufgelösten Kreis Bützow. Mit der Kreisgebietsreform Mecklenburg-Vorpommern 2011 wurde der Landkreis Bad Doberan mit dem Landkreis Güstrow zum neuen Landkreis Rostock vereinigt. Der Kreisverwaltungssitz ist Güstrow.

### Einwohnerentwicklung
| Jahr | Einwohner |
| ---- | --------- |
| 1990 | 93.982    |
| 1991 | 92.590    |
| 1992 | 92.693    |
| 1993 | 93.344    |
| 1994 | 96.495    |
| 1995 | 100.866   |

| Jahr | Einwohner |
| ---- | --------- |
| 1996 | 105.212   |
| 1997 | 109.844   |
| 1998 | 113.850   |
| 1999 | 116.462   |
| 2000 | 118.119   |
| 2001 | 118.719   |

| Jahr | Einwohner |
| ---- | --------- |
| 2002 | 119.220   |
| 2003 | 119.645   |
| 2004 | 119.905   |
| 2005 | 119.912   |
| 2006 | 119.486   |
| 2007 | 118.677   |

| Jahr | Einwohner |
| ---- | --------- |
| 2008 | 118.103   |
| 2009 | 117.430   |
| 2010 | 117.197   |

## Politik

### Kreistag
Der Kreistag des Landkreises Bad Doberan bestand aus 53 Mitgliedern. Nach der Wahl vom 7. Juni 2009 setzte er sich wie folgt zusammen:
| Partei         | Sitze |
| -------------- | ----- |
| CDU            | 18    |
| SPD            | 11    |
| Die Linke      | 10    |
| FDP            | 7     |
| Grüne          | 3     |
| NPD            | 2     |
| Einzelbewerber | 2     |

Näheres zum Wahlverfahren und zu rechtlichen Bestimmungen: Kreistag (Mecklenburg-Vorpommern)

### Wappen
Das Wappen wurde am 5. Dezember 1995 durch das Innenministerium genehmigt und unter der Nr. 96 der Wappenrolle von Mecklenburg-Vorpommern registriert.
Blasonierung: „Geteilt durch einen liegenden, mit der Krümme nach vorn und oben gekehrten silbernen Abtstab; oben in Blau ein schreitender goldener Greif mit aufgeworfenem Schweif und ausgeschlagener roter Zunge; unten in Gold ein hersehender schwarzer Stierkopf mit geschlossenem Maul, ausgeschlagener roter Zunge und silbernen Hörnern, auf der Stirn eine goldene Fürstenkrone, von der fünf abwechselnd mit Lilien und Perlen besteckte Zinken sichtbar sind.“
Das Wappen wurde von dem Freudenberger Manfred Gerth gestaltet.
Das Wappen des Landkreises wurde bei der Kreisgebietsreform aus den Wappen von Rostock und Bad Doberan gebildet. Es besteht aus:
- dem goldenen Greif auf blauem Hintergrund, der die frühere Zugehörigkeit einiger Gebiete zu Rostock symbolisiert,
- dem Werlschen Stierkopf, der die frühere Zugehörigkeit einiger Gebiete zur Herrschaft Werle darstellt, und
- dem silbernen Krummstab auf der Teilungslinie der Wappenfelder, der kirchliche Besitztümer repräsentiert. Auch erinnert er an die 1160 in Althof gegründete Zisterziensergemeinde, welche 1186 nach Doberan zog.

### Flagge
Die Flagge des Landkreises ist gleichmäßig längsgestreift von Gold (Gelb) und Blau. In der Mitte liegt, auf jeweils zwei Drittel der Höhe des goldenen (gelben) und des blauen Streifens übergreifend, das Wappen des Landkreises. Die Höhe der Flagge verhält sich zur Länge wie 3:5.

## Städte und Gemeinden
(Einwohner am 31. Dezember 2010)
| Amtsfreie Gemeinden 1. Bad Doberan, Stadt * (11.325) 2. Dummerstorf (7231) 3. Graal-Müritz (4236) 4. Kröpelin, Stadt (4745) 5. Kühlungsborn, Stadt (7158) 6. Neubukow, Stadt * (4019) 7. Sanitz (5780) 8. Satow (5601) |

Ämter mit amtsangehörigen Gemeinden/Städten
| Sitz der Amtsverwaltung * | | |
| - 1. Amt Bad Doberan-Land (11.617) [Sitz: Bad Doberan] 1. Admannshagen-Bargeshagen (2834) 2. Bartenshagen-Parkentin (1268) 3. Börgerende-Rethwisch (1715) 4. Hohenfelde (831) 5. Nienhagen (1838) 6. Reddelich (910) 7. Retschow (941) 8. Steffenshagen (475) 9. Wittenbeck (805) - 2. Amt Carbäk (8629) 1. Broderstorf * (3088) 2. Klein Kussewitz (761) 3. Mandelshagen (256) 4. Poppendorf (688) 5. Roggentin (2705) 6. Steinfeld (565) 7. Thulendorf (566) | - 3. Amt Neubukow-Salzhaff (7121) [Sitz: Neubukow] 1. Alt Bukow (547) 2. Am Salzhaff (519) 3. Bastorf (1090) 4. Biendorf (1266) 5. Carinerland (1152) 6. Kirch Mulsow (329) 7. Rerik, Stadt (2218) - 4. Amt Rostocker Heide (8728) 1. Bentwisch (2549) 2. Blankenhagen (813) 3. Gelbensande * (1723) 4. Mönchhagen (1118) 5. Rövershagen (2525) - 5. Amt Schwaan (7758) 1. Benitz (363) 2. Bröbberow (510) 3. Kassow (374) 4. Rukieten (310) 5. Schwaan, Stadt * (5087) 6. Vorbeck (327) 7. Wiendorf (787) | - 6. Amt Tessin (6775) 1. Cammin (811) 2. Gnewitz (221) 3. Grammow (181) 4. Nustrow (159) 5. Selpin (518) 6. Stubbendorf (145) 7. Tessin, Stadt * (3898) 8. Thelkow (451) 9. Zarnewanz (391) - 7. Amt Warnow-West (16.474) 1. Elmenhorst/Lichtenhagen (4196) 2. Kritzmow * (3246) 3. Lambrechtshagen (2880) 4. Papendorf (2482) 5. Pölchow (925) 6. Stäbelow (1350) 7. Ziesendorf (1395) |

## Gebietsänderungen
In den Jahren seit 1994 fanden im Gebiet des Landkreises Bad Doberan wie im gesamten Bundesland Mecklenburg-Vorpommern umfangreiche Gebietsänderungen statt.
Aus den ursprünglich 10 Ämtern wurden nach Abschluss der Gebietsreform am 1. Januar 2005 acht Ämter. Die Stadt Tessin verlor ihre Amtsfreiheit, die Stadt Kröpelin wurde amtsfrei. Die Anzahl der Gemeinden verringerte sich von 85 auf 64.
Durch Auflösung des Amtes Warnow-Ost und Bildung der amtsfreien Gemeinde Dummerstorf am 7. Juni 2009 verringerte sich die Anzahl der Ämter auf 7 und die der Gemeinden auf 59.

### Ämterauflösungen, Ämterfusionen
- Auflösung des Amtes Satow – Bildung der amtsfreien Gemeinde Satow (1. Juli 2003)
- Auflösung des Amtes Kröpelin – Bildung der amtsfreien Stadt Kröpelin (13. Juni 2004)
- Fusion der vormals amtsfreien Stadt Tessin mit dem Amt Tessin-Land zum neuen Amt Tessin (1. Januar 2005)
- Auflösung des Amtes Warnow-Ost – Bildung der amtsfreien Gemeinde Dummerstorf (7. Juni 2009)

### Eingemeindungen, Gemeindeneubildungen
- Auflösung der Gemeinden Groß Lüsewitz, Niekrenz und Reppelin – Eingemeindung nach Sanitz (1. Oktober 1997)
- Auflösung der Gemeinde Gubkow – Eingemeindung nach Sanitz (15. Dezember 1997)
- Auflösung der Gemeinde Kowalz – Eingemeindung nach Thelkow (15. Dezember 1997)
- Auflösung der Gemeinde Jörnstorf – Eingemeindung nach Biendorf (1. Juli 1998)
- Auflösung der Gemeinde Bandow – Eingemeindung nach Schwaan (1. Januar 1999)
- Auflösung der Gemeinde Roggow – Eingemeindung nach Rerik (1. Januar 2002)
- Auflösung der Gemeinden Bölkow, Hanstorf, Heiligenhagen, Radegast, Reinshagen und Satow (Altgemeinde) – Neubildung der Gemeinde Satow (1. Juli 2003)
- Auflösung der Gemeinden Kamin, Karin, Krempin und Ravensberg – Neubildung der Gemeinde Carinerland (15. März 2004)
- Auflösung der Gemeinden Altenhagen. Jennewitz und Schmadebeck – Eingemeindung nach Kröpelin (13. Juni 2004)
- Auflösung der Gemeinden Pepelow und Rakow – Neubildung der Gemeinde Am Salzhaff (13. Juni 2004)
- Auflösung der Gemeinde Westenbrügge – Eingemeindung nach Biendorf (13. Juni 2004)
- Auflösung der Gemeinden Damm, Dummerstorf, Kavelstorf, Kessin, Lieblingshof und Prisannewitz – Bildung der neuen Gemeinde Dummerstorf (7. Juni 2009)

## Kfz-Kennzeichen
Anfang 1991 erhielt der Landkreis das Unterscheidungszeichen DBR. Es wurde bis zum 31. Januar 2012 ausgegeben. Seit dem 18. März 2013 ist es durch die Kennzeichenliberalisierung im Landkreis Rostock erhältlich.